# 1770 en France
Chronologie de la France
- 1766
- 1767
- 1768
- 1769
- 1770
- 1771
- 1772
- 1773
- 1774

Cette page concerne l’année 1770 du calendrier grégorien.

## Événements
- 7 janvier : l’abbé Terray obtient par deux édits du roi d’affecter les fonds destinés à la caisse d’amortissement pour 8 ans au remboursement des anticipations et la prorogation de la levée des 2 sols pour livre du dixième au 1er juillet 1770. Le 18 janvier un arrêt du conseil transforme les tontines en simples rentes viagères à 10%. Le 20 janvier, il réduit de 50 % des intérêts de divers effets sur le trésor. Le 29 janvier il réduit les pensions supérieures à 600 livres suivant un taux progressif. Le 18 février, il suspend l’amortissement de la dette, le paiement des rescriptions des receveurs généraux et des billets d’assignation sur les revenus de l’année courante (200 millions d’effets en circulation). En février, les gages des offices de chancellerie, trésoriers et bureaux des Finances sont augmentés de 1,4 million. Un impôt supplémentaire est levé sur les bénéfices de la Ferme générale. 6,4 millions de rentes à 4 % au principal de 160 millions gagés sur les aides et les gabelles sont émise[1],[2].

- 18 février : Joseph Marie Terray est nommé ministre d’État[3].
- 25 février : déclaration du roi ordonnant que pendant quatre années les remboursements à faire des capitaux d’emprunts de collectivités professionnelles et locales seront suspendus et employés au remboursement des assignations et rescriptions anticipées sur les revenus du roi[4].

- 19 mars : des lettres patentes exemptent d’octroi les bourgs les plus pauvres[2].
- 23 mars et 27 avril : délibérations de l’Assemblée du clergé qui accorde au roi seize millions de livres de don gratuit, don accepté par lettres patentes du 10 mai[5].

- 4 avril - 27 juin : procès du duc d’Aiguillon, commandant de Bretagne. Conflit entre le roi et le Parlement à propos du procès du duc d’Aiguillon. Le duc, accusé par le parlement de Rennes d’avoir accablé La Chalotais (1766), est traduit en justice à sa demande par le parlement de Paris siégeant en Cour des pairs[6].
- 8 avril : le roi accepte la cession de tous les biens, droits et actions de la compagnie de Indes (100 millions de livres)[1].
- 19 avril : le futur Louis XVI épouse Marie-Antoinette d’Autriche par procuration à Vienne[7].
- 24 avril : le duc de Bourbon épouse Bathilde d’Orléans[8].
- Avril : un édit royal ordonne le dénombrement général des biens fonciers de la Corse. Le Plan terrier de la Corse est entrepris en 1773 et achevé en 1795 sous la direction de Dominique Testevuide[9].

- 14 mai: Marie-Antoinette rencontre la cour à Compiègne[7].

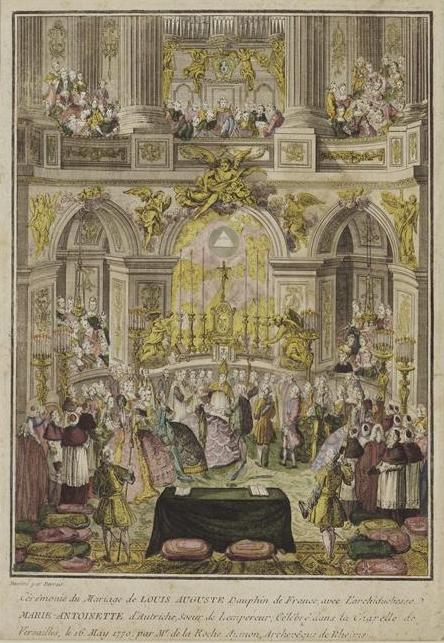
Cérémonie du mariage du Dauphin avec Marie-Antoinette, estampe, Musée national des châteaux de Versailles et de Trianon.

- 16 mai : mariage du dauphin (futur Louis XVI) avec l’archiduchesse Marie-Antoinette d'Autriche, fille cadette de l’archiduchesse Marie-Thérèse ; les fêtes organisées pour l’occasion durent jusqu’au 20 juin[7]. Popularité du couple.
- 27 et 29 mai : grand souper et bal masqué, offerts par comte Mercy d’Argentau  à l’occasion des noces du dauphin dans l’enceinte du Petit Luxembourg, résidence habituelle de l’Ambassadeur[7].
- 28 mai : la cour des aides dénonce l’affaire Monnérat devant les chambres réunies et ordonnant une enquête sur les conditions inhumaines dans lesquelles Monnérat a été détenu. L’arrêt de la Cour est cassé par le Conseil d’État le 25 juin. Mais, le 13 juillet, elle ordonne l’arrestation de l’employé des Fermes qui a appréhendé Monnérat et décrète d’ajournement personnel le directeur du tabac et le Fermier général Mazières chargé de réprimer la fraude à Paris. Le 15 juillet, un arrêt du Conseil enjoint à la Cour des aides de ne pas poursuivre sous peine d’interdiction. Malesherbes rédige des remontrances sur les cassations de ses arrêts le 17 août et le 14 septembre sur l’affaire Monnérat[10].

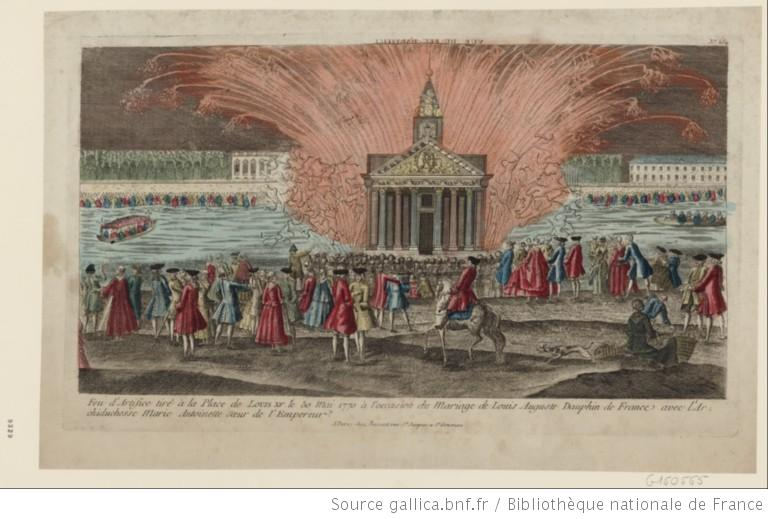
Feu d'artifice tiré à la place Louis XV le 30 mai 1770, gravure imprimé à Paris chez Basset.

- 30 mai : grand étouffement de la place Louis XV : dans le cadre des réjouissances célébrant le mariage du dauphin et de l’archiduchesse d'Autriche, un feu d’artifice commandé par la ville de Paris enflamme des échafaudages et crée un mouvement de panique dans les rues Royale, Saint-Florentin et de la Bonne-Morue causant la mort de 132 personnes relevées sur place, probablement plus d'un millier au total[7].

- 27 juin : lit de justice au parlement de Paris pour suspension de toute poursuite contre le duc d’Aiguillon[6].
- 2 juillet : le Parlement de Paris rend un arrêt d'indignité à l'encontre du duc de l'Aiguillon dans l'affaire qui l'oppose au procureur général du parlement de Bretagne. Le 3 juillet, le roi, excédé, casse le jugement du procès,  mais dix mille exemplaires du texte circulent à Paris et le Parlement gagne la bataille de l'opinion[11]. Il interdit par ailleurs aux princes du sang de siéger en Cour des pairs, et finalement, renvoie Choiseul, jugé responsable de cette affaire, le 24 décembre à l’avantage du chancelier Maupeou[6].
- 14 juillet : un arrêt du conseil suspend provisoirement l’exportation des grains[12]. Terray règlemente le trafic des grains et crée un stock royal de blé pour faire face à la crise frumentaire (1770-1771). Cette règlementation impopulaire alimente la rumeur d’un « Pacte de famine », lancée par Le Prévôt de Beaumont, unissant le roi et les riches dans une spéculation contre les pauvres. En décembre, Terray rétablit certaines possibilités de circulation des subsistances entre les provinces.
- 22 août : le chancelier de Maupeou fait envoyer à la cour des aides des lettres de jussion, lui enjoignant d’enregistrer sans désemparer. La cour nomme des commissaires pour délibérer des lettres de jussion. Le 7 septembre, le duc d’Orléans tient un lit de justice pour enregistrer les lettres de jussion[13].

- 13 novembre : un arrêt du conseil charge la ferme de faire un fonds annuel de 3 600 000 livres pour le paiement des billets suspendus[2].
- 27 novembre : édit condamnant l’unité des corps des parlements et qui leur interdit de retarder l’enregistrement des édits[14].
- 7 décembre : le roi convoque le parlement à Versailles, et fait promulguer en lit de justice l’édit de discipline du 27 novembre, par lequel il était défendu au parlement de Paris de s’unir aux autres Cours du royaume. Le 10 décembre, le Parlement fait savoir qu’il ne reconnaîtrait jamais l’édit comme loi de l’État et se met en grève[14].
- 23 décembre : arrêt du conseil qui interdit la vente des grains hors des marchés[15].
- 24 décembre : disgrâce de Choiseul[2]. Les coteries de cour ont un rôle dans cette disgrâce : les « dévots » réunissant les filles du roi, La Vauguyon, précepteur du Dauphin, d’Aiguillon, hostiles aux parlements, aux idées éclairées, à l’alliance autrichienne s’opposent aux « Choiseulistes ». Choiseul, exilé sur son domaine de Chanteloup (Touraine), y crée un foyer actif d’opposition . Début du triumvirat du duc d’Aiguillon, de l’abbé Terray et de Maupeou. Louis XV s’efforce, avec le chancelier Maupeou de restaurer l’absolutisme et de poursuivre la politique de réforme fiscale (Terray).

- Décembre : édit portant augmentation du Marc d'or sur les offices de 1/60e à 1/40e de la valeur de l’office (l’édit assimile aux offices les fermes et régies tenues au nom du roi ainsi que les gratifications une fois payées) et taxe annuelle du centième de la valeur attribuée à l’office par le titulaire[2].